# Majorette (modelauto)
Majorette is een Franse fabrikant van modelauto's, voornamelijk in schaal 1:64.

## Algemeen
In 1961 richtte Emile Véron Rail Route op, in 1965 herdoopt tot Majorette (naast Majorette richtte Véron Norev en Verem op). Het was de eerste Franse fabrikant van modelauto's. Van begin af aan heeft het bedrijf zich gericht op recente auto's, in het bijzonder Franse.
In tegenstelling tot veel van zijn concurrenten kon Majorette wel succesvol opereren op de Amerikaanse markt en het had daar zijn eigen nichemarkt.

## Geschiedenis
Aanvankelijk startte men met voornamelijk Franse modellen, tegen de jaren zeventig was het merk bekend om zijn relatief zware en gedetailleerde modellen. Vaak hadden ze te openen deuren en kleppen en het voor Majorette karakteristieke veersysteem.
Om meer verkoop te genereren startte men in de jaren tachtig om de nadruk meer op de speelbaarheid te leggen, met heldere kleuren en zogenaamde tampo's (opdruk). 
De jaren negentig bleken moeilijk voor Majorette en de Franse modelauto-industrie in het algemeen. De concurrentie met China bracht het op haar knieën. Majorette werd overgenomen door een consortium (Triumph-Adler) en productie verplaatst naar lage loon landen, voornamelijk Thailand. Niet alleen verloor het haar "Made in France" opdruk, maar ook de metalen onderkant, waarmee het gewicht en daarmee de speelbaarheid wat verdween.
Majorette hield het hoofd boven water en in de jaren volgend op de eeuwwisseling wist men weer nieuwe modellen, zoals de Nissan Micra, Citroën C3 Pluriel, uit te geven. Ook probeert het nieuwe markten aan te boren, zoals sets (parkeergarages, rallybanen, speelmatten) en elektronica. Ook kreeg het een licentie van Ferrari. In 2007 ging moedermaatschappij Smoby failliet. Majorette was niet deel van een overname van de groep Smoby. Een Franse groep kocht uiteindelijk Majorette uit en richtte Majorette SAS op.
In 2010 werd Majorette onderdeel van de SIMBA DICKIE GROUP

## Schalen
Majorette verkoopt haar modelauto's voornamelijk in 1:64. Men gebruikt vaak Franse auto's om om te zetten in miniatuur. Daarnaast heeft het ook 1:43. Waarschijnlijk heeft het de 1:43 mallen van Bburago overgenomen en heeft men zelf een aantal nieuwe modellen er bij uitgebracht.
Maar ook schalen zoals 1:61 werden gemaakt, voor bijvoorbeeld de Volvo 760GLE uit 1989. Deze miniatuur had openklapbare voordeuren.